# Alferes-mor de Portugal

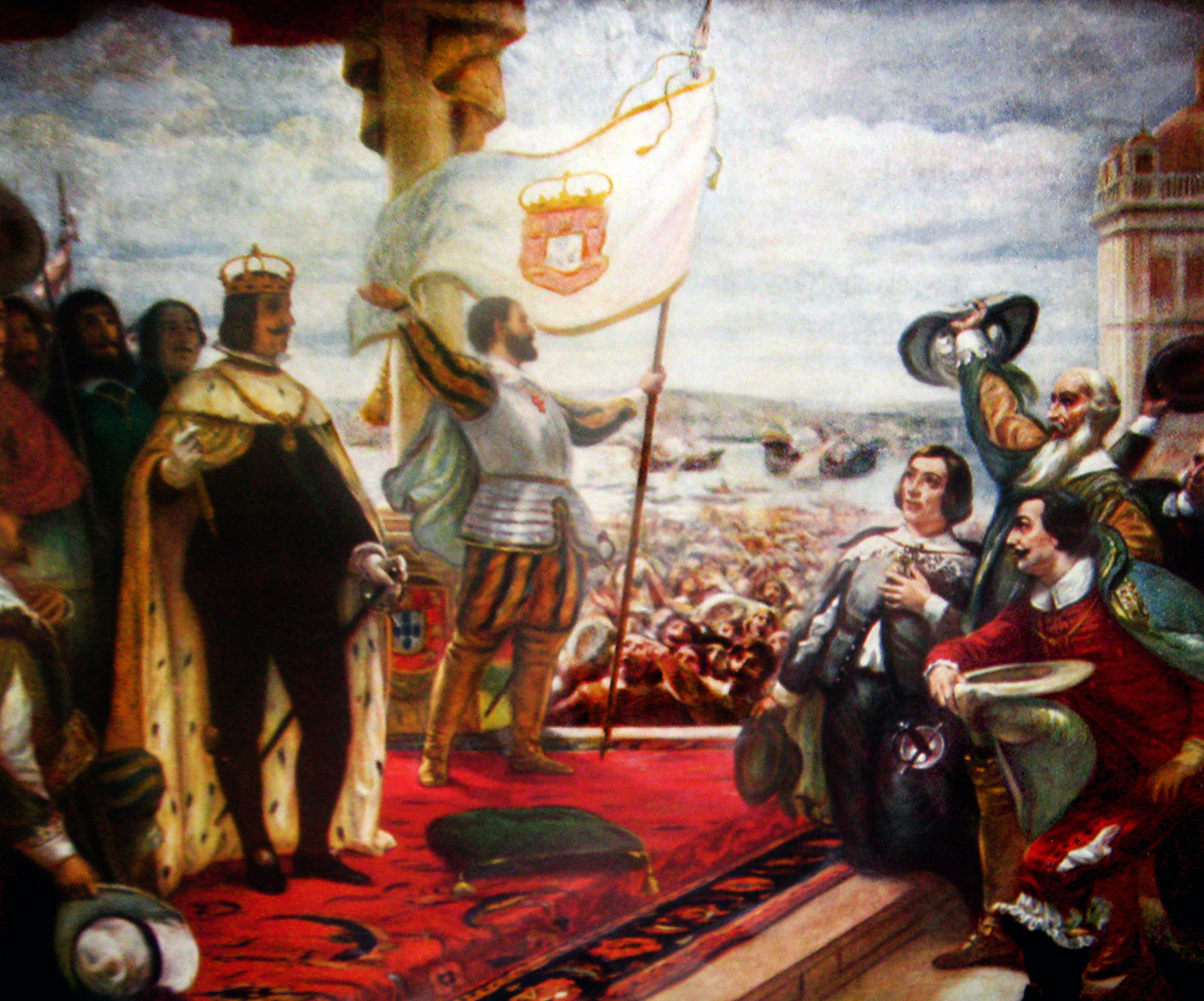
A Aclamação de D. João IV, com o alferes-mor Fernão Teles de Meneses (ao centro) segurando a bandeira régia.

O alferes-mor de Portugal constituía o alto oficial da Coroa que tinha como função levar a bandeira do Rei de Portugal no campo de batalha e nas cerimónias publicas de representação real. Aparece também designado como  alferes-mor do Reino, alferes-mor d'El-Rei ou simplesmente alferes-mor.
O alferes-mor passou a exercer, por inerência, a função de comandante-chefe do Exército. Como tal, a função de transporte efetivo da bandeira no campo de batalha recaiu num oficial substituto daquele designado "alferes-pequeno".
Quando foi criado o cargo de condestável de Portugal, a função de comandante-chefe foi assumida por este, passando o alferes-mor a ter funções essencialmente honoríficas. Como dignidade honorífica, o cargo existiu até ao final da Monarquia.

## História

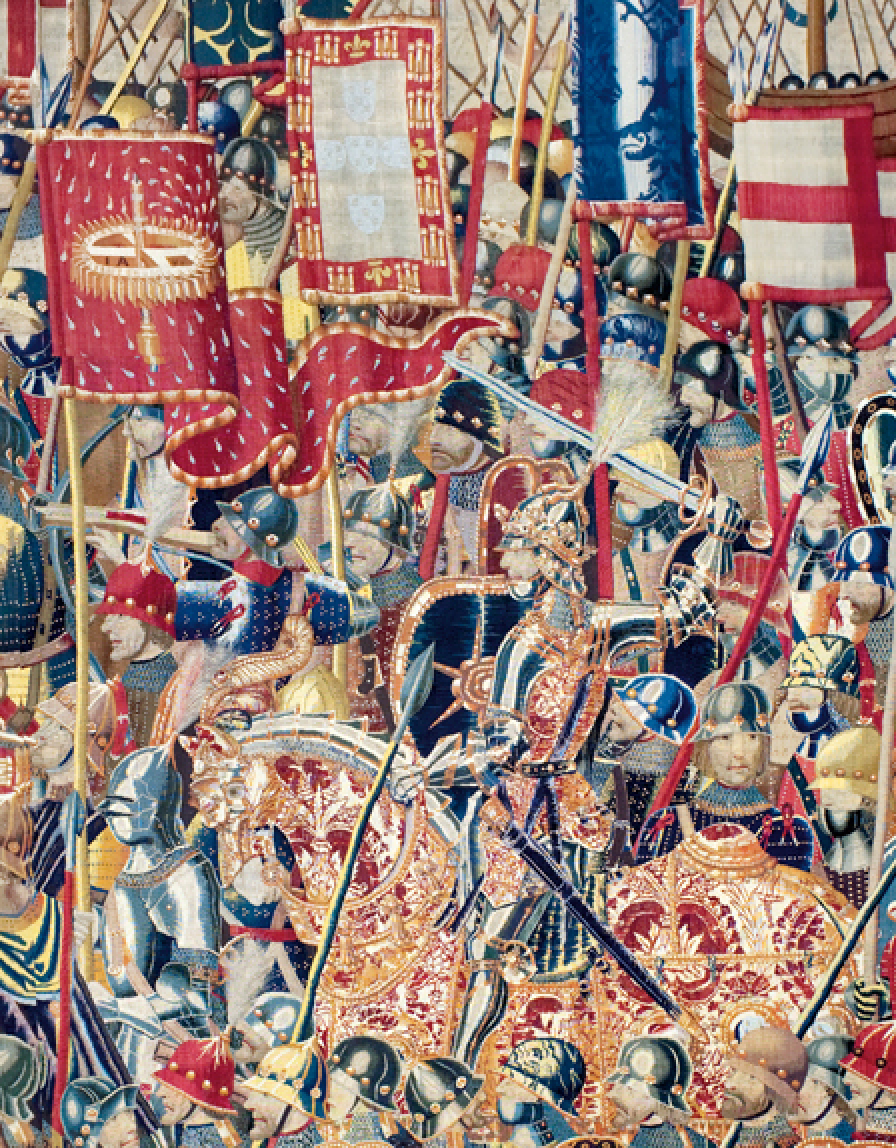
O alferes-mor Duarte de Almeida, de armadura completa, junto de D. Afonso V durante a Tomada de Arzila em 1471 (Tapeçarias de Pastrana)

O cargo de alferes-mor é anterior à própria independência de Portugal, existindo já durante o Condado Portucalense. O Conde D. Henrique - pai do primeiro Rei de Portugal - tinha como alferes-mor D. Fafez da Luz, o qual teria vindo com ele para Portugal.
Ao que parece, o primeiro alferes-mor de Portugal independente teria sido o cavaleiro Pedro Pais, nomeado pelo Rei D. Afonso Henriques. No entanto, o primeiro alferes-mor a figurar num documento escrito foi Pelágio Soares.
O alferes-mor exercia a função de alferes ou porta-bandeira do Rei de Portugal, competindo-lhe levar a bandeira régia para as batalhas. A bandeira só poderia ser desfraldada por ordem do Monarca e, quando o era, todos os restantes alferes particulares tinham que desfraldar também as suas bandeiras.
O alferes-mor tornou-se no mais alto oficial do Exército Real, exercendo efetivamente a função de comandante-chefe do mesmo, subordinado diretamente ao Rei. Como a função de comandante do Exército não lhe permitia transportar efetivamente a bandeira real em combate, essa função passou a ser desempenhada pelo alferes-menor ou alferes pequeno.
Com a criação dos cargos de condestável e de marechal de Portugal, em 1382, o alferes-mor passou para o terceiro lugar na hierarquia do Exército, voltando a ter como função principal o transporte da bandeira do Rei.

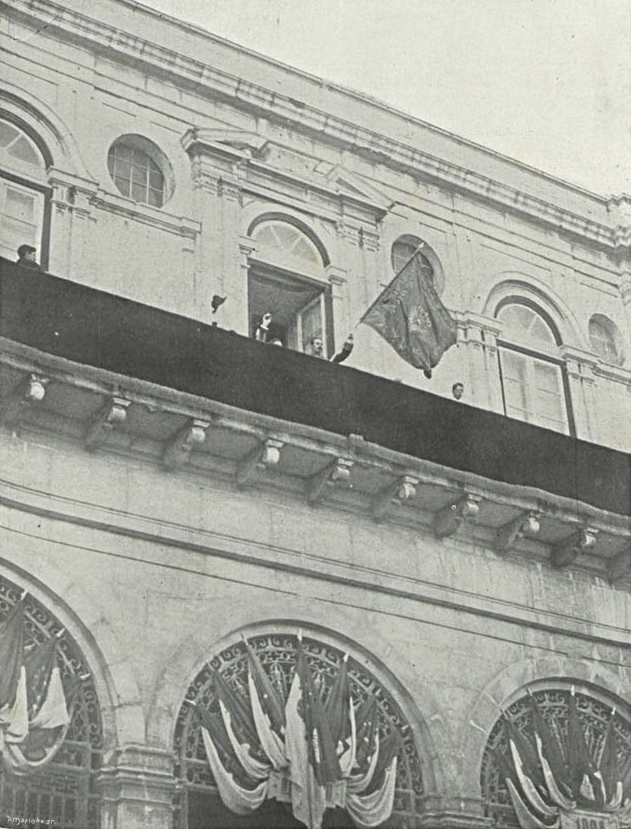
O conde de São Lourenço, último alferes-mor, empunhando o estandarte real na varanda do Parlamento, quando da aclamação de D. Manuel II em 1908.

Um dos alferes-mores mais famosos da história, foi Duarte de Almeida, alferes de D. Afonso V, que se notabilizou pela defesa heróica da bandeira real, na Batalha de Toro. Durante a Batalha, Duarte de Almeida viu-se cercado pelos inimigos que lhe deceparam a mão direita, segurando ele então a bandeira do Rei com a mão esquerda. No entanto, deceparam-lhe também a mão esquerda, passando então a segurar a bandeira com os dentes, para evitar que fosse tomada pelo inimigo.
Depois de deixarem de ter funções militares, os alferes-mores mantiveram uma importante função honorífica de levar o estandarte real em cerimônias, saimentos e eventos da realeza no geral.
Nomeadamente, na cerimónia de aclamação de cada novo Monarca pelas Cortes. Durante a cerimónia, o alferes-mor acompanhava o novo Rei com o estandarte real enrolado. No final do juramento do Rei, o alferes-mor desfraldava o estandarte perante o povo e gritava: Real! Real! Pelo muito alto e muito poderoso Rei de Portugal, Senhor Dom…!.
O cargo foi exercido pela última vez por Vasco de Sabogosa, conde de São Lourenço, que serviu de alferes-mor durante o ato de aclamação de D. Manuel II perante o Parlamento, no dia 6 de maio de 1908.